# Estados Unidos na Segunda Guerra Mundial
A história militar dos Estados Unidos na Segunda Guerra Mundial abrange a guerra contra a Alemanha, a Itália e o Japão — este a partir do ataque a Pearl Harbor, em 7 de dezembro de 1941. Durante os dois primeiros anos da Segunda Guerra Mundial, oficialmente os Estados Unidos mantiveram a neutralidade promulgada no Discurso de Quarentena em 1937, proferido pelo então presidente dos Estados Unidos da época, Franklin D. Roosevelt, enquanto dava suporte ao Reino Unido, a União Soviética e a República da China com suprimentos e materiais bélicos. O Lend-Lease — programa no qual os Estados Unidos fornecia empréstimos às nações aliadas — foi assinado em lei no dia 11 de março de 1941, bem como o envio de militares dos americanos para substituir as forças de invasão britânicas na Islândia. Na guerra do Pacífico, havia atividades de combate não-oficiais dos EUA, como os Tigres Voadores. As sanções econômicas americanas ao Japão, como parte do esforço para deter a agressão militar japonesa na Ásia e no Pacífico, foram uma das principais causas do ataque japonês a Pearl Harbor.
Durante a guerra, mais de 16 milhões de americanos serviram nas Forças Armadas dos Estados Unidos, com mais de 405 mil mortos em combate e mais de 671 mil feridos. Também havia mais de 130 mil americanos como prisioneiros de guerra, dos quais 116 mil retornaram para casa depois da guerra. Os principais assessores civis do presidente Roosevelt incluíam o secretário de guerra, Henry L. Stimson, que mobilizou as indústrias e centros de indução do país para abastecer o Exército, comandado pelo general George Marshall e pelas Forças Aéreas do Exército sob o regimento de Henry H. Arnold. A Marinha, liderada pelo secretário naval, Frank Knox, e pelo almirante Ernest King, mostraram-se mais autônomos. As prioridades gerais foram estabelecidas por Roosevelt e pelo Estado-Maior, sendo presidido por William D. Leahy. A maior prioridade do confronto seria a derrota da Alemanha no continente europeu, entretanto, devidos aos ataques do Japão que ocasionou o naufrágio da principal frota naval estadunidense, acabou tornando-se urgente a atenção americana aos japoneses.
O almirante Ernest King, nomeou o almirante Chester Nimitz para o encargo da guerra do Pacífico contra o Japão, sediado no Havaí. Como resultado, ficou lembrada como umas das mais famosas batalhas navais da história. Inicialmente, a Marinha Imperial Japonesa obtinha a vantagem, pois a nação nipo travou e ganhou a batalha durante a invasão das Filipinas, bem como ter posses britânicas e holandesas, tornando-se uma ameaça a Austrália. Porém, em junho de 1942, suas principais transportadoras foram afundadas durante a Batalha de Midway, com os americanos aproveitando a situação do desfalque bélico. A guerra do Pacífico fez com que os Estados Unidos movessem as bases aéreas para mais perto do Japão. O Exército, sediado na Austrália sob o comando de Douglas MacArthur, avançou constantemente pela Nova Guiné até a expulsão dos japoneses nas Filipinas, objetivando invadir as ilhas japonesas no final de 1945. Com sua frota mercante afundada por submarinos americanos, o Japão ficou sem combustível, com a Marinha norte-americana ocupando o arquipélago após o bombardeio das ilhas japonesas. Este bombardeio estratégico sendo comandado por Curtis LeMay, dizimou todas as principais cidades japonesas, com os americanos tomando posse de Okinawa — sendo considerada o maior ataque anfíbio durante a campanha do Pacífico da Segunda Guerra Mundial. Com os bombardeios atômicos de Hiroshima e Nagasaki, com a invasão e a intervenção soviética, o Japão acabou por se render.
Com a rendição do Japão, a guerra contra a Alemanha envolvia o auxílio americano ao Reino Unido, aos seus aliados e para a União Soviética, com os Estados Unidos fornecendo munições até que pudessem preparar uma força de invasão. Em uma espécie de teste, as forças bélicas americanas junto com as Forças Britânicas, atuaram de modo limitado durante a campanha do Norte da África, conduzindo-os de modo significativo na Itália — onde as forças americanas representaram cerca de um terço do poderio militar — com a posterior rendição italiana, através do Armistício de Cassibile. Por fim, a principal invasão da França ocorreu em 6 de junho de 1944, sob o comando do general de exército, Dwight D. Eisenhower — anos mais tarde, tornou-se o 34° presidente dos Estados Unidos. Enquanto isso, as Forças Aéreas do Exército norte-americano em conjunto com a Força Aérea Britânica envolveram-se na área de bombardeio das cidades alemãs, planejando e sistematizando seus ataques em pontos estratégicos de modo a arrasar com o transporte e fábricas de óleos, eliminando o que sobrou do comando aéreo alemão, o Luftwaffe, após a batalha da Grã-Bretanha contra a Alemanha Nazi, em 1944. Com a impossibilidade de deter as Forças Armadas da União Soviética no Leste Europeu, e após as inúmeras conquistas dos Aliados no Oeste Europeu, a Alemanha foi reduzida a destruição total. Na Batalha de Berlim, caracterizando-se por ser a última batalha — perderam para os soviéticos em maio de 1945, ocasionando o suicídio de Adolf Hitler, e consequentemente provocando a rendição da Alemanha em 8 de maio de 1945, marcando o acontecimento como o Dia da Vitória na Europa (V-E Day).
O esforço de guerra foi fortemente apoiado pelos civis, que forneceram à equipe militar, abrigo e dinheiro, servindo de incentivo para lutarem na guerra. Estima-se que a Segunda Guerra Mundial custou aos Estados Unidos cerca de 341 bilhões de dólares de 1945 — o equivalente a 74% de seu Produto Interno Bruto. Em 2015, convertendo o dólar na época com a atualidade, custou mais de 4,5 trilhões de dólares.